# Charles Gyamfi
Charles Kumi Gyamfi (Acra, 4 de diciembre de 1929– ibídem, 2 de septiembre de 2015) fue un futbolista y entrenador de Ghana, quien como jugador se convirtió en el primer africano en jugar en Alemania cuando se unió al Fortuna Düsseldorf en 1960, y más tarde se convirtió en el primer entrenador en dirigir al equipo nacional de fútbol de Ghana para la Copa Africana de Naciones.
Como entrenador de la selección nacional de fútbol de Ghana, ganó la Copa Africana de Naciones en tres ocasiones (1963, 1965 y 1982), convirtiéndose en el entrenador más exitoso en la historia de la competición. Este registro ya fue igualado por el egipcio Hassan Shehata. Falleció el 2 de septiembre de 2015 en Acra a los 85 años de edad.

## Clubes

### Como futbolista
| Club                   | País     | Año         |
| ---------------------- | -------- | ----------- |
| Ebusua Dwarfs          | Ghana    | 1948 - 1949 |
| Asante Kotoko SC       | Ghana    | 1949 - 1954 |
| Kumasi Great Ashantis  | Ghana    | 1954 - 1956 |
| Accra Hearts of Oak SC | Ghana    | 1956 - 1960 |
| Fortuna Düsseldorf     | Alemania | 1960 - 1961 |

### Como entrenador
| Club                                  | País    | Año         |
| ------------------------------------- | ------- | ----------- |
| Selección de fútbol de Ghana          | Ghana   | 1963 - 1965 |
| Selección de fútbol de Ghana          | Ghana   | 1982        |
| Municipal Club                        | Somalia | 1983 - 1984 |
| Selección de fútbol sub-21 de Somalia | Somalia | 1984        |
| AFC Leopards                          | Kenia   | 1988 - 1991 |
| Ashanti Gold SC                       | Ghana   | 1992 - 1993 |